# Hypalastoroides abundans
Hypalastoroides abundans är en stekelart som beskrevs av Giordani Soika 1982. Hypalastoroides abundans ingår i släktet Hypalastoroides och familjen Eumenidae. Inga underarter finns listade i Catalogue of Life.